# Алкеста

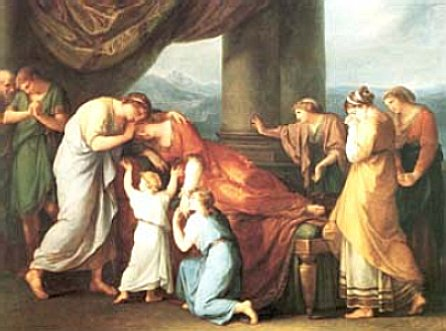
«Смерть Алкести» (1790). Ангеліка Кауфман

Алке́ста, також Алкестіда (дав.-гр. Ἄλκηστις) — дочка володаря Іолку Пелія, дружина Адмета. Погодилася замість чоловіка прийняти смерть, та її врятував Геракл.
Евріпід написав однойменну трагедію — Алкеста. 
За цією легендою австрійський композитор Крістоф Віллібальд Глюк написав ліричну оперу на три дії Алкеста, яка була поставлена у Відні у 1767 році.